# José Orient

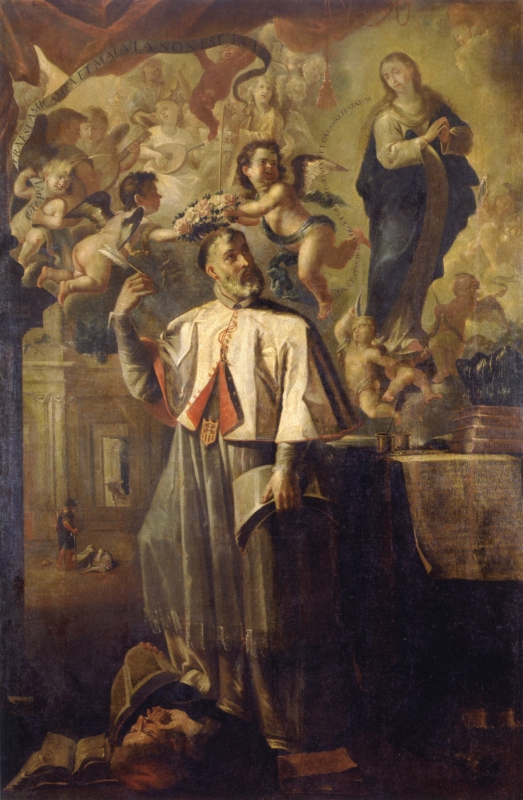
Visión de San Pedro Pascual, óleo sobre lienzo, 270 x 179 cm, Universidad de Valencia, Estudi General.

José Orient (c. 1649-después de 1714), fue un pintor barroco español activo en tierras de Castellón y Valencia.

## Biografía
Se desconoce tanto su lugar de nacimiento, habiéndose apuntado como posibles las localidades de Villarreal, San Mateo y Chert, como todo lo relativo a su formación que, por su estilo, hubo de tener lugar en Valencia y posiblemente en el entorno de Jerónimo Jacinto Espinosa, aunque su pintura, de mayor movimiento y colores más claros, es de un barroquismo más avanzado, en la línea de Vicente Salvador Gómez.
Ceán Bermúdez, quien únicamente conocía las obras conservadas en Valencia, donde siguiendo a Orellana decía «tuvo fama de buen pintor», mencionaba entre sus obras el retrato del venerable Domingo Sarrió conservado en el ayuntamiento, del que Crisóstomo Martínez abrió una estampa, con algunas otras obras no conservadas. El retrato del padre Sarrió, firmado, es la obra más temprana de que se tiene noticia gracias al documento del pago de 20 libras por los jurados de la ciudad, fechado en 1676. Un año después cobró de los jurados por un segundo retrato, el de Luis Crespí de Borja, conservado también en el ayuntamiento. Se trata de dos medias figuras estáticas enmarcadas por orla de laurel, el escudo de la ciudad y cartela barroca en la que se resalta el papel jugado por ambos en la defensa de la doctrina inmaculista en la que se encontraba embarcada la ciudad.
De su paso por Valencia ha de ser un pequeño cobre de alegre colorido conservado en el Colegio del Patriarca, en el que se narra un hecho milagroso de la vida de san Luis Bertrán, diversamente interpretado como la predicción de la muerte de un militar que maltrataba a los indígenas o la interposición de un árbol entre el santo y un atacante. Hacia 1670 y todavía en Valencia, pintó la recientemente descubierta Visión de San Pedro Pascual, centrándose también en esta ocasión en la defensa de la Inmaculada Concepción, sobre la que supuestamente había escrito y predicado el legendario santo.
En la actual provincia de Castellón se le documenta en 1692 en la localidad de San Mateo, compitiendo con Vicente Guilló por la pintura de dos cuadros para la ermita de los Ángeles, concurso ganado por Guilló. Lo que aquí se conserva es la Virgen Ermitaña del museo de Morella y el San Francisco en la Porciúncula del Museo de Bellas Artes de Castellón, además de un lienzo del Milagro eucarístico en la batalla de Tedeliz, en el crucero de la iglesia San Bartolomé de Torreblanca, cuyo asunto es la recuperación en 1397 de la custodia robada por los berberiscos gracias a la intervención de un milagroso león que se puso al frente de los caballeros cristianos, obra de vivo movimiento como pide el tema. A finales del siglo XVII se encontraba en Castellón, ocupado en la restauración del retablo mayor de su parroquial, y en 1714, último año del que se tienen noticias, en Chert, donde todavía cobró cierta cantidad por una pintura de la Virgen del Rosario.